# Gabrce
Gabrce – wieś w Słowenii, w gminie Rogaška Slatina. W 2002 roku zamieszkiwana była przez 54 osoby.

## Mapy
- Położenie na mapach Geopedia.si
- Położenie na mapach Najdi.si